# ノーグ
ノーグ（Nog）は、SFテレビドラマ『スタートレック:ディープ・スペース・ナイン』に登場する架空の人物。フェレンギ人。

## 概略
エイロン・アイゼンバーグが演じる。（日本語版での声:第4シーズンまで山口勝平、第5シーズンから落合弘治、他）。
ロムの息子で、クワークの甥に当たる。シリーズ当初は手のつけられない悪ガキだったが、DS9に移って後にジェイクと親友となったことやケイコ・オブライエンらの運営していた学校で地球式の価値観に影響され、徐々に問題行動は減っていった。

## 作中の人物像
技術者としての才能はあったものの商才に恵まれずクワークの下で働くしかなかった父のようにはなりたくないとして、商人としての出世には早々に見切りを付けフェレンギ人初の宇宙艦隊士官を志し、シスコの推薦で宇宙艦隊アカデミーに入学する。元々クワークのバーを文句も言わず毎日手伝うなど、実は根が真面目な性格だったためか、1年後に実習生としてDS9に戻ってきた彼は見違えるほどの（度を越した）堅物となっており、今度は逆に自堕落となっていたジェイクと再び影響を与え合い、お互い程良いバランスを取り戻した。
実習中にドミニオン戦争に突入し実戦に出ることも多くなり、そのまま少尉に昇格してDS9勤務となる。背が小さくフェレンギ人ということで、こと勇猛なクリンゴン人からは共同作戦中も軽く見られがちで対応に苦慮していた。しかし機器類が使用不能な状況でも働く優秀な聴力、貨幣経済が廃れた連邦の中にあっての優れた金銭感覚により、戦闘での損失を極力回避するコスト重視の意識により逆境を耐え最後に勝利する戦略、親譲りのエンジニアの才能にマイルズ・オブライエン仕込みの機械技術を持つなど、かなりの優秀さを発揮して数々の作戦で貢献し、信頼を勝ち得ていった。
チントカ星系でのAR558攻防戦でジェムハダーと交戦、片足を失い精神にも大きな傷を負ったが、生体義足を移植し、休養中にヴィック・フォンテーンとしばらく一緒に過ごした後、前線に復帰を果たした。シリーズのラストでは中尉に昇格している。
パラレルワールドを描いたエピソード「父と子」では、その未来において大佐に昇進している。
スタートレック:ディスカバリーシーズン3第5話にはノーグに因んだ惑星連邦の艦船（USSノーグ，NCC-325070）が登場するが、これはノーグを演じたエイロン・アイゼンバーグがこの前年に死去したことから名付けられ、USSノーグの艦級は彼に因んで「アイゼンバーグ級」と設定された。

## 家族
- ロム（父）
- クワーク（叔父）
- イシュカ（祖母）
- リータ（義母）
- プリナドーラ（実母）